# Maksymilian Milan-Kamski
Maksymilian Milan-Kamski, poljski general, * 1895, † 1979.